# Trachymela
Trachymela es un género de escarabajos de la familia Chrysomelidae. En 1908 Weise describió el género. Generalmente son marrones o negros y tienen élitros con verrugas sin estrías. Habita en Australia y Nueva Guinea. Sus plantas hospederas son de la familia Myrtaceae (Angophora, Eucalyptus, Leptospermum).
Estas son algunas de las especies que lo componen:
- Trachymela biondii
- Trachymela cristata
- Trachymela granaria
- Trachymela lyncea
- Trachymela nitmiluka
- Trachymela nodosa
- Trachymela papuligera
- Trachymela rugosa
- Trachymela sloanei